# Olympische Jugend-Winterspiele 2024/Skispringen
Bei den IV. Olympischen Jugend-Winterspielen 2024 in Gangwon fanden drei Wettbewerbe im Skispringen statt. Austragungsort war der Alpensia Jumping Park. Das disziplinenübergreifende Mixed Team Nordic wurden aus dem Programm gestrichen.

## Qualifikation
Jedes Nationale Olympische Komitee (NOK) konnte bis zu 2 Athleten pro Einzelwettkampf melden. Teilnahmeberechtigt waren Sportler die zwischen dem 1. Januar 2006 und dem 31. Dezember 2008 geboren wurden.
Alle NOKs die sich bei der Marc Hodler Trophäe der Nordische Junioren-Skiweltmeisterschaften 2023 platziert hatten, sowie das Gastgeberland Südkorea, hatten Anspruch auf je zwei Athleten pro Einzelwettkampf.
Alle verbleibenden Quotenplätze wurden an noch nicht qualifizierte NOKs vergeben, wobei maximal ein Athlet pro Geschlecht und pro NOK entsprechend der Platzierung der jeweiligen NOK-Athleten im Einzelskispringen der Männer oder Frauen bei den FIS Nordischen Junioren-Weltmeisterschaften 2023 erreicht wurde, bis die maximale Quote von 40 Männern und 40 Frauen erreicht wurde.
Wenn es nicht zugeteilte Quoten gegeben hätte, wären die FIS die Junior Continental Cups als Referenzrangliste gewählt worden.
Um am Teamwettbewerb teilnehmen zu können, mussten NOKs in der Lage sein, zwei männliche und zwei weibliche Athleten aufzustellen, die sich bereits qualifiziert hatten. Wenn ein NOK nur einen qualifizierten und registrierten Athleten hatte, war das NOK berechtigt, maximal einen Athleten pro Geschlecht der Nordischen Kombination zu registrieren.
Folgende Nationen hatten sich für die Wettkämpfe qualifiziert:
| NOK                 | Männer | Frauen | Gesamt |
| ------------------- | ------ | ------ | ------ |
| Bulgarien           | 1 0    | 1 0    | 0      |
| Deutschland         | 2      | 2      | 4      |
| Estland             | 1      | 0      | 1      |
| Finnland            | 2      | 2      | 4      |
| Frankreich          | 2      | 2      | 4      |
| Georgien            | 1      | 1      | 2      |
| Italien             | 2      | 2      | 4      |
| Japan               | 2      | 2      | 4      |
| Kanada              | 1      | 1 0    | 1      |
| Kasachstan          | 2      | 2      | 4      |
| Lettland            | 0      | 1 0    | 0      |
| Norwegen            | 2      | 2      | 4      |
| Österreich          | 2      | 2      | 4      |
| Polen               | 2      | 2      | 4      |
| Rumänien            | 2      | 2      | 4      |
| Schweiz             | 2      | 2 1    | 3      |
| Slowakei            | 2      | 2 1    | 3      |
| Slowenien           | 2      | 2      | 4      |
| Südkorea            | 2      | 2 0    | 2      |
| Tschechien          | 2      | 2      | 4      |
| Ukraine             | 2      | 2      | 4      |
| Vereinigte Staaten  | 2      | 2      | 4      |
| Volksrepublik China | 2      | 2      | 4      |
| Gesamt: 23 NOKs     | 39     | 33     | 72     |

## Zeitplan
| Zeitplan       | Zeitplan | Zeitplan | Zeitplan | Zeitplan |
| Wettbewerbe    | Januar   | Januar   | Januar   | Januar   |
| Wettbewerbe    | 18.      | 19.      | 20.      | 21.      |
| -------------- | -------- | -------- | -------- | -------- |
| Männer         |          |          |          |          |
| Normalschanze  |          |          |          |          |
| Frauen         |          |          |          |          |
| Normalschanze  |          |          |          |          |
| Mixed          |          |          |          |          |
| Mannschaft     |          |          |          |          |
| Entscheidungen | 0        | 0        | 2        | 1        |

|  | Training |  | Medaillenentscheidung |

## Bilanz

### Medaillenspiegel
| Platz  | Land               | Gold | Silber | Bronze | Gesamt |
| ------ | ------------------ | ---- | ------ | ------ | ------ |
| 1      | Slowenien          | 2    | –      | –      | 1      |
| 2      | Kasachstan         | 1    | –      | –      | 1      |
| 3      | Österreich         | –    | 1      | 1      | 2      |
| 3      | Norwegen           | –    | 1      | 1      | 2      |
| 4      | Vereinigte Staaten | –    | 1      | –      | 1      |
| 5      | Polen              | –    | –      | 1      | 1      |
| Gesamt | Gesamt             | 3    | 3      | 3      | 9      |

### Medaillengewinner
| Disziplin     | Gold                                                        | Silber                                                                              | Bronze                                                            |
| ------------- | ----------------------------------------------------------- | ----------------------------------------------------------------------------------- | ----------------------------------------------------------------- |
| Männer        |                                                             |                                                                                     |                                                                   |
| Normalschanze | Ilja Misernych (KAZ)                                        | Nikolaus Humml (AUT)                                                                | Łukasz Łukaszczyk (POL)                                           |
| Frauen        |                                                             |                                                                                     |                                                                   |
| Normalschanze | Taja Bodlaj (SLO)                                           | Josie Johnson (USA)                                                                 | Ingvild Synnøve Midtskogen (NOR)                                  |
| Mixed         |                                                             |                                                                                     |                                                                   |
| Mannschaft    | SlowenienAjda Košnjek Taja Bodlaj Enej Faletič Urban Šimnic | NorwegenKjersti Græsli Ingvild Synnøve Midtskogen Mats Strandbråten Oddvar Gunnerød | ÖsterreichSara Pokorny Meghann Wadsak Lukas Haagen Nikolaus Humml |

## Ergebnisse

### Männer Normalschanze
| Platz | Athlet               | 1. Durchgang | 1. Durchgang | 1. Durchgang | 2. Durchgang | 2. Durchgang | 2. Durchgang | Gesamt |
| Platz | Athlet               | Weite (m)    | Punkte       | Rang         | Weite (m)    | Punkte       | Rang         | Punkte |
| ----- | -------------------- | ------------ | ------------ | ------------ | ------------ | ------------ | ------------ | ------ |
| 1     | Ilja Misernych       | 103,5        | 110,2        | 3            | 102,0        | 103,8        | 3            | 214,0  |
| 2     | Nikolaus Humml       | 98,0         | 98,2         | 8            | 106,0        | 112,5        | 1            | 210,7  |
| 3     | Łukasz Łukaszczyk    | 105,0        | 113,9        | 1            | 108,5        | 95,8         | 10           | 209,7  |
| 4     | Felix Trunz          | 103,5        | 110,1        | 4            | 101,0        | 98,9         | 8            | 209,0  |
| 5     | Kaimar Vagul         | 99,5         | 102,9        | 5            | 102,5        | 105,8        | 2            | 208,7  |
| 6     | Lukas Haagen         | 99,0         | 101,5        | 6            | 102,0        | 102,5        | 5            | 204,0  |
| 7     | Kacper Tomasiak      | 104,5        | 112,5        | 2            | 95,0         | 90,5         | 12           | 203,0  |
| 8     | Enej Faletič         | 96,0         | 98,0         | 9            | 102,0        | 103,0        | 4            | 201,0  |
| 9     | Max Unglaube         | 98,5         | 97,1         | 10           | 101,0        | 100,8        | 7            | 197,9  |
| 10    | Alex Reiter          | 96,5         | 94,1         | 11           | 99,0         | 98,4         | 9            | 192,5  |
| 11    | Mats Strandbråten    | 94,0         | 89,2         | 12           | 100,5        | 102,3        | 6            | 191,5  |
| 12    | Urban Simnic         | 100,0        | 100,6        | 7            | 95,0         | 87,9         | 13           | 188,5  |
| 13    | Daniel Škarka        | 90,0         | 85,5         | 15           | 96,0         | 92,8         | 11           | 178,3  |
| 14    | Maximilian Gartner   | 96,0         | 88,4         | 13           | 91,5         | 82,1         | 16           | 170,5  |
| 15    | Eeli Keranen         | 90,5         | 81,8         | 17           | 92,0         | 82,8         | 15           | 164,6  |
| 16    | Josef Buchar         | 89,0         | 81,4         | 19           | 91,0         | 79,5         | 18           | 160,9  |
| 17    | Jason Colby          | 91,0         | 81,9         | 16           | 87,0         | 73,1         | 19           | 155,0  |
| 18    | Sebastien Woodbridge | 87,0         | 71,5         | 23           | 92,0         | 80,5         | 17           | 152,0  |
| 19    | Hektor Kapustík      | 82,5         | 63,7         | 29           | 93,5         | 85,1         | 14           | 148,8  |
| 20    | Oddvar Gunnerød      | 94,5         | 86,9         | 14           | 83,5         | 57,9         | 30           | 144,8  |
| 21    | Seungchan Yang       | 87,5         | 73,9         | 22           | 87,0         | 70,7         | 21           | 144,6  |
| 22    | Martino Zambenedetti | 83,0         | 67,1         | 25           | 86,5         | 71,6         | 20           | 138,7  |
| 23    | Sunwoong Jang        | 84,5         | 67,7         | 24           | 85,0         | 70,5         | 23           | 138,2  |
| 24    | Seigo Sasaki         | 88,5         | 76,8         | 21           | 82,5         | 60,9         | 27           | 137,7  |
| 25    | Matheo Vernier       | 82,5         | 63,8         | 28           | 88,0         | 70,7         | 21           | 134,5  |
| 26    | Takuma Mikami        | 82,5         | 65,0         | 27           | 85,0         | 67,9         | 24           | 132,9  |
| 27    | Ren Haoran           | 91,5         | 77,9         | 20           | 77,5         | 52,2         | 31           | 130,1  |
| 28    | Mykola Smyk          | 83,5         | 65,1         | 26           | 84,5         | 64,7         | 26           | 129,8  |
| 29    | Zheng Pengbo         | 90,5         | 81,7         | 18           | 76,5         | 46,2         | 36           | 127,9  |
| 30    | Ilja Schilnikow      | 81,0         | 59,6         | 30           | 84,0         | 64,8         | 25           | 124,4  |
| 31    | Wassil Buchonko      | 79,5         | 55,7         | 31           | 81,5         | 58,7         | 29           | 114,4  |
| 32    | Sawyer Graves        | 72,5         | 44,4         | 35           | 82,5         | 59,5         | 28           | 103,9  |
| 33    | Tarik VanWieren      | 75,0         | 50,9         | 32           | 77,0         | 47,2         | 35           | 98,1   |
| 34    | Juho Ojala           | 74,0         | 44,8         | 33           | 76,5         | 49,2         | 33           | 94,0   |
| 35    | Cosmin Florin Donciu | 73,0         | 44,6         | 34           | 78,5         | 48,9         | 34           | 93,5   |
| 36    | Giorgi Diakonovi     | 63,5         | 23,6         | 39           | 77,5         | 49,3         | 32           | 72,9   |
| 37    | Lars Künzle          | 67,5         | 38,2         | 36           | 68,5         | 32,9         | 37           | 71,1   |
| 38    | Radu Borca           | 64,5         | 26,7         | 38           | 65,0         | 23,7         | 38           | 50,4   |
| 39    | Jakub Karkalik       | 69,5         | 35,0         | 37           | 60,0         | 8,4          | 39           | 43,4   |

### Frauen Normalschanze
| Platz | Athlet                     | 1. Durchgang | 1. Durchgang | 2. Durchgang | 2. Durchgang | Gesamt |
| Platz | Athlet                     | Weite (m)    | Punkte       | Weite (m)    | Punkte       | Punkte |
| ----- | -------------------------- | ------------ | ------------ | ------------ | ------------ | ------ |
| 1     | Taja Bodlaj                | 107,0        | 110,5        | 100,5        | 105,2        | 215,7  |
| 2     | Josie Johnson              | 100,0        | 99,2         | 107,0        | 108,0        | 207,2  |
| 3     | Ingvild Synnøve Midtskogen | 104,5        | 109,7        | 95,0         | 95,0         | 204,7  |
| 4     | Anežka Indráčková          | 97,0         | 95,4         | 102,0        | 101,9        | 197,3  |
| 5     | Kjersti Græsli             | 95,0         | 89,3         | 101,0        | 100,1        | 189,4  |
| 6     | Yuzuki Satō                | 92,5         | 83,1         | 101,5        | 103,1        | 186,2  |
| 7     | Ajda Košnjek               | 91,0         | 80,0         | 99,0         | 98,4         | 198,4  |
| 8     | Sofia Mattila              | 96,0         | 90,0         | 94,0         | 83,6         | 173,6  |
| 9     | Anna-Fay Scharfenberg      | 90,5         | 80,5         | 97,5         | 92,4         | 172,9  |
| 10    | Lilou Zepchi               | 90,5         | 82,0         | 95,5         | 89,7         | 171,7  |
| 11    | Weng Yangning              | 96,5         | 88,9         | 92,5         | 76,5         | 165,4  |
| 12    | Sara Pokorny               | 90,0         | 75,0         | 87,0         | 71,0         | 146,0  |
| 13    | Meghann Wadsak             | 88,0         | 72,5         | 84,0         | 64,1         | 136,6  |
| 14    | Pola Bełtowska             | 81,5         | 61,2         | 86,5         | 70,2         | 131,4  |
| 15    | Kim Amy Duschek            | 88,5         | 72,8         | 80,5         | 55,8         | 128,6  |
| 16    | Estella Hassrick           | 82,5         | 60,1         | 85,5         | 67,5         | 127,6  |
| 17    | Noelia Vührich             | 87,5         | 69,4         | 81,5         | 57,4         | 126,8  |
| 18    | Tamara Mesíková            | 77,0         | 50,5         | 90,0         | 76,0         | 126,5  |
| 19    | Camilla Comazzi            | 70,5         | 40,0         | 86,0         | 68,6         | 108,6  |
| 20    | Hana Sakurai               | 78,5         | 53,3         | 77,0         | 50,0         | 103,3  |
| 21    | Schanna Hluchowa           | 81,0         | 55,4         | 74,0         | 42,7         | 98,1   |
| 22    | Sara Tajner                | 68,5         | 28,9         | 77,0         | 47,8         | 76,7   |
| 23    | Tang Jiahong               | 73,0         | 42,3         | 67,0         | 33,7         | 76,0   |
| 24    | Emilia Vidgren             | 65,0         | 23,5         | 76,0         | 50,8         | 74,3   |
| 25    | Mathilde Bacconier         | 69,5         | 30,9         | 73,5         | 39,8         | 70,7   |
| 26    | Celina Wasser              | 69,5         | 34,8         | 65,0         | 28,8         | 63,6   |
| 27    | Aljona Swiridenko          | 66,5         | 26,1         | 69,0         | 27,8         | 53,9   |
| 28    | Natálie Nejedlová          | 60,5         | 17,3         | 66,5         | 29,9         | 47,2   |
| 29    | Sofija Schischkina         | 63,5         | 20,1         | 65,0         | 24,3         | 44,4   |
| 30    | Darina Iltschuk            | 61,5         | 12,2         | 65,5         | 21,7         | 33,9   |
| 31    | Andra Maria Gheorghe       | 53,0         | 0,0          | 41,0         | 0,0          | 0,0    |
| 31    | Szerena Maria Stanciu      | 45,0         | 0,0          | 43,5         | 0,0          | 0,0    |
| 31    | Esmiralda Alievi           | 33,0         | 0,0          | 39,0         | 0,0          | 0,0    |

### Mixed Mannschaft
| Platz | Athleten                                                                            | 1. Durchgang              | 1. Durchgang                  | 1. Durchgang | 2. Durchgang             | 2. Durchgang                  | 2. Durchgang | Gesamt |
| Platz | Athleten                                                                            | Weite (m)                 | Punkte                        | Rang         | Weite (m)                | Punkte                        | Rang         | Punkte |
| ----- | ----------------------------------------------------------------------------------- | ------------------------- | ----------------------------- | ------------ | ------------------------ | ----------------------------- | ------------ | ------ |
| 1     | SlowenienAjda Košnjek Urban Šimnic Taja Bodlaj Enej Faletič                         | 0 103,0 101,5 100,5 102,0 | 437,0 107,3 108,4 107,4 114,9 | 1            | 0 98,5 106,0 106,5 100,0 | 456,7 108,5 122,0 114,9 111,3 | 1            | 893,7  |
| 2     | NorwegenKjersti Græsli Oddvar Gunnerød Ingvild Synnøve Midtskogen Mats Strandbråten | 0 106,5 97,0 102,0 90,0   | 398,1 109,4 96,3 108,9 83,5   | 2            | 0 95,0 97,0 107,5 92,5   | 420,2 101,2 100,4 124,7 93,9  | 2            | 818,3  |
| 3     | ÖsterreichSara Pokorny Nikolaus Humml Meghann Wadsak Lukas Haagen                   | 0 90,5 105,0 89,5 98,0    | 383,8 82,9 115,0 79,3 106,6   | 3            | 0 85,5 107,5 88,0 98,5   | 391,2 77,7 123,4 80,4 109,7   | 3            | 775,0  |
| 4     | DeutschlandAnna-Fay Scharfenberger Max Unglaube Kim Amy Duschek Alex Reiter         | 0 96,5 107,0 76,0 98,0    | 368,9 100,4 114,0 51,4 103,1  | 4            | 0 92,0 98,5 78,0 98,5    | 364,7 92,6 103,1 59,0 110,0   | 4            | 733,6  |
| 5     | PolenSara Tajner Kacper Tomasiak Pola Bełtowska Łukasz Łukaszczyk                   | 0 77,5 107,0 84,5 101,5   | 351,6 53,4 118,3 69,0 110,9   | 6            | 0 70,5 107,0 84,5 102,0  | 361,7 46,2 122,4 74,3 118,8   | 5            | 713,3  |
| 6     | ItalienCamilla Comazzi Martino Zambenedetti Noelia Vuerich Maximilian Gartner       | 0 94,5 99,5 81,5 88,5     | 335,6 84,9 100,9 64,9 84,9    | 7            | 0 84,0 87,5 92,0 96,0    | 354,3 78,5 88,3 84,7 102,8    | 6            | 689,9  |
| 7     | Vereinigte StaatenEstella Hassrick Sawyer Graves Josie Johnson Jason Colby          | 0 83,5 91,0 103,0 93,5    | 352,8 67,1 83,3 106,4 96,0    | 5            | 0 77,0 89,0 93,5 91,0    | 330,4 64,2 77,9 95,5 92,8     | 7            | 683,2  |
| 8     | TschechienNatálie Nejedlová Josef Buchar Anežka Indráčková Daniel Škarka            | 0 66,0 96,0 98,0 90,0     | 310,5 28,1 97,9 96,0 88,5     | 8            | 0 60,0 93,0 96,5 95,0    | 319,3 23,8 93,9 103,3 98,3    | 9            | 629,8  |
| 9     | JapanHana Sakurai Takuma Mikami Yuzuki Satō Seigo Sasaki                            | 0 82,5 84,5 97,5 82,0     | 304,8 62,3 70,1 100,3 72,1    | 9            | 0 81,0 79,0 97,0 84,0    | 307,0 68,9 63,7 99,5 74,9     | 9            | 611,8  |
| 10    | FinnlandSofia Mattila Juho Ojala Emilia Vidgren Eeli Keranen                        | 0 90,5 88,5 75,0 84,5     | 291,9 83,9 81,7 51,6 74,7     | 11           | 0 86,0 80,5 74,0 87,0    | 291,6 80,7 72,4 55,1 83,4     | 10           | 583,5  |
| 11    | FrankreichMathilde Bacconnier Mathéo Vernier Lilou Zepchi Sébastien Woodbridge      | 0 80,5 89,5 92,0 86,0     | 293,1 55,2 77,0 84,3 76,6     | 10           | 0 73,0 81,5 91,5 87,0    | 285,2 51,0 71,3 83,3 79,6     | 11           | 578,3  |
| 12    | Volksrepublik ChinaTang Jiahong Ren Haoran Weng Yanging Zheng Pengbo                | 0 70, 88,0 90,5 85,5      | 263,3 36,5 72,8 78,3 75,7     | 12           | 0 64,5 80,0 93,5 91,0    | 279,9 37,3 661, 92,2 84,3     | 12           | 543,2  |
| 13    | KasachstanSofia Schischkina Ilja Schilnikow Aljona Swiridenko Ilja Misernych        | 0 69,5 88,0 65,5 101,0    | 249,1 34,8 74,9 31,0 108,4    | 13           | 0 65,5 80,0 64,0 99,5    | 242,2 36,6 68,3 29,6 107,7    | 13           | 491,3  |
| 14    | UkraineSchanna Hluchowa Mykola Smyk Daryna Iltschuk Wassyl Buchonko                 | 0 75,0 91,5 63,0 75,0     | 212,5 48,2 88,8 26,4 49,1     | 14           | 0 68,5 85,0 61,5 81,0    | 200,5 34,8 79,3 20,1 66,3     | 14           | 413,0  |
| 15    | RumänienSzerena Maria Stanciu Andra Maria Gheorghe Cosmin Florin Donciu Radu Borca  | 0 60,5 79,5 47,0 64,0     | 106,5 15,0 60,7 0,0 30,8      | 15           | 0 55,0 81,5 44,5 67,5    | 115,6 9,5 67,3 0,0 38,8       | 15           | 222,1  |